# Cerococcus cycliger
Cerococcus cycliger är en insektsart som beskrevs av Goux 1932. Cerococcus cycliger ingår i släktet Cerococcus och familjen Cerococcidae. Inga underarter finns listade i Catalogue of Life.